# Heinrich Schmid (Diplomat)
Heinrich Schmid (* 17. März 1888 in Wien; † 27. November 1968 ebenda) war ein österreichischer Botschafter.

## Leben
Heinrich Schmid besuchte von 1906 bis 1911 die K. u. k. Konsularakademie. Von 1911 bis 1912 war er beim Militär.
Am 23. Dezember 1912 trat er in den auswärtigen Dienst und wurde 1913 Konsularattache in Skopje sowie 1914 Vizekonsul in Shkodra und Vlora.
1918 wurde er Attaché an der Gesandtschaft in Bukarest.
Von 1919 bis 1921 wurde er im Außenministerium in Wien beschäftigt.
Von 1922 bis 1933 war er Legationsrat in Paris, wo von 1932 bis 1933 Geschäftsträger war.
Von 1933 bis 1935 war er Gesandter in Bern.
Von 1935 bis 1937 war er Gesandter in Belgrad.
Von 1937 bis 1938 war er Gesandter in Warschau.
Mit dem Anschluss Österreichs wurde das Gesetz zur Wiederherstellung des Berufsbeamtentums auch dort angewandt und Schmid disponibel gestellt.
1945 wurde er im Bundeskanzleramt in der Abteilung Auswärtige Angelegenheiten  beschäftigt.
Er war ständiger Vertreter bei der Sowjetdelegation der Alliierten Kontrollkommission, ab Februar 1946 politischer Vertreter, Gesandter in London und von September 1947 bis 1950 war er Ambassador to the Court of St James’s.
Ab 1951 war er Envoyé extraordinaire et Ministre plénipotentiaire in Paris, wo er von 1951 bis 1953 als Henri D. Schmid Botschafter war.
Am 6. Juli 1953 wurde er zum Leiter der Verbindungsstelle der österreichischen Regierung in Bonn ernannt, wo er vom 14. September 1953 bis 10. März 1954 akkreditiert war.